# Melita elongata
Melita elongata är en kräftdjursart som beskrevs av Sheridan 1980. Melita elongata ingår i släktet Melita och familjen Melitidae. Inga underarter finns listade i Catalogue of Life.